# ShKH vz. 77 Dana
Le DANA (acronyme du tchèque : Dělo Automobilní Nabíjené Automaticky) ou ShKH vz. 77 (pour Samohybná Kanónová Húfnica vzor 77) est un canon d'artillerie automoteur blindé de calibre 152 mm d'origine tchécoslovaque développé dans les années 1970 par Konštrukta Trenčín et construit par ZTS Dubnica nad Váhom, dans l'actuelle Slovaquie. Il s'agit du premier canon d'artillerie automoteur à roues de son calibre à être entré en service. Il est basé sur un châssis 8×8 Tatra 815 modifié avec une excellente mobilité tout-terrain. Il est actuellement[Quand ?]  utilisé par la Slovaquie, la Tchéquie (commande de Caesar en 2022 pour les remplacer), l'Azerbaïdjan, la Géorgie, la Libye, la Pologne et l'Ukraine.
L'équipage du DANA se compose de cinq personnes : le conducteur et le chef de pièce assis dans la cabine et trois artilleurs dans la tourelle.

## Développement

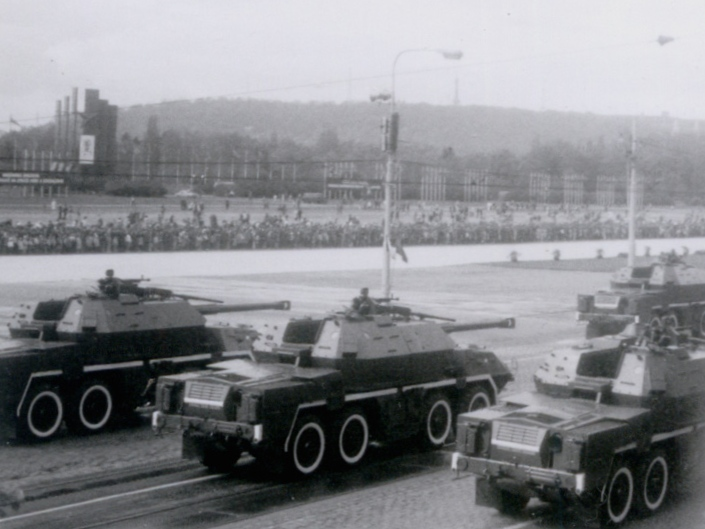
Des DANA lors d'un défilé à Prague en 1985.

Le DANA a été conçu à la fin des années 1970 par Konštrukta Trenčín pour fournir à l'armée populaire tchécoslovaque une arme d'appui-feu automotrice sans avoir à recourir à l'achat du canon soviétique 2S3 Akatsiya. Les travaux de conception sont achevés en 1976 et la production du DANA est confiée à ZTS Dubnica nad Váhom. Il est mis en service en 1981 et, en 1994, plus de 750 unités ont été construites. Le DANA est également exporté vers la Pologne et la Libye.

## Caractéristiques générales
- Longueur : 10,5 m
- Largeur : 2,8 m
- Hauteur : 2,6 m
- Masse : 23 000 kg
- Performance:
  - Vitesse maximale sur route : 80 km/h
  - Autonomie : 600 kilomètres
  - Cadence de tir : 3 tr/min pendant 30 minutes
  - Portée maximale du canon : 28 kilomètres
  - Passage à gué : 1,4 m
  - Obstacle vertical : 1,5 m
  - Tranchée : 1,4 m
- Équipage : 4 à 5
- Armement:
  - Primaire : canon de calibre 152 mm, longueur : 5 580 mm (calibres 37)
  - Secondaire : calibre 12,7 mm MG DŠKM
- Altitude : -4° à +70°
- Traversée : ±45°
- Groupe motopropulseur: un moteur diesel Tatra T2-939-34 refroidi par air V-12 développant 345 chevaux (257,27 kW)

## Variantes

### ShKH Ondava

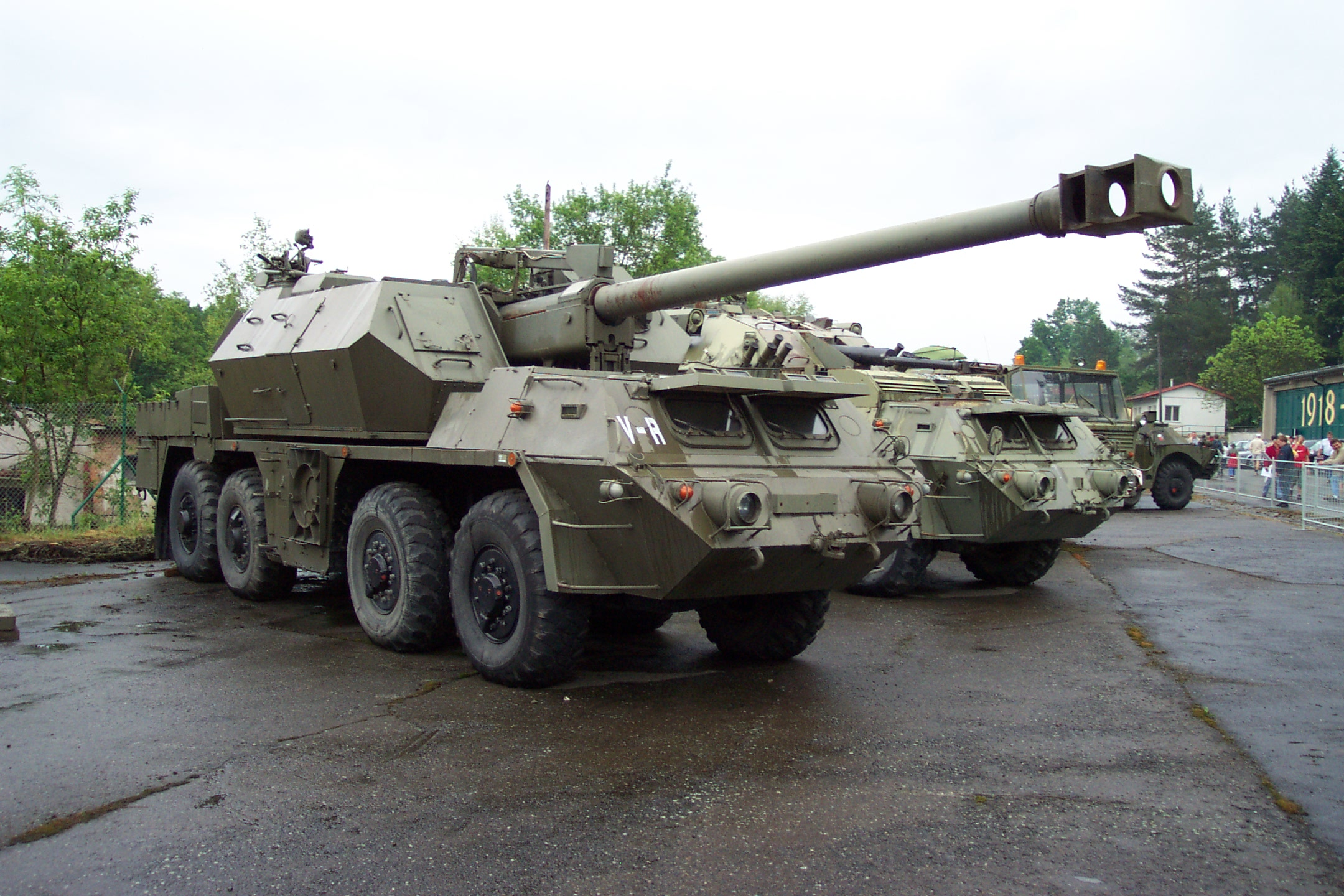
Un ShKH Ondava.

Le ShKH Ondava est un développement du DANA initié à la fin des années 1980 avec un canon de 152 mm (calibre 47) allongé, un nouveau frein de bouche (2 chambres) et un nouveau mécanisme de chargement. Sa portée maximale est de 30 km. Le projet Ondava prend fin avec la révolution de Velours et la dissolution de la Tchécoslovaquie. Ses acquis techniques sont transférés au projet Zuzana.

### ShKH MODAN vz.77/99
Le ShKH MODAN est une mise à niveau slovaque du DANA avec une plus grande portée, une précision améliorée et une cadence de tir plus élevée. La mise à niveau consiste en un nouveau système de contrôle embarqué qui permet une plus grande efficacité au combat et une réduction de l'équipage de 5 à 4 membres.

### ShKH DANA M1 et M2
Le DANA-M1 CZ est une mise à niveau tchèque du DANA, développée par Excalibur Army à Prague. La mise à niveau comprend un nouveau système de contrôle de tir, de nouvelles aides à la navigation et un châssis modifié avec moteur T3-930.

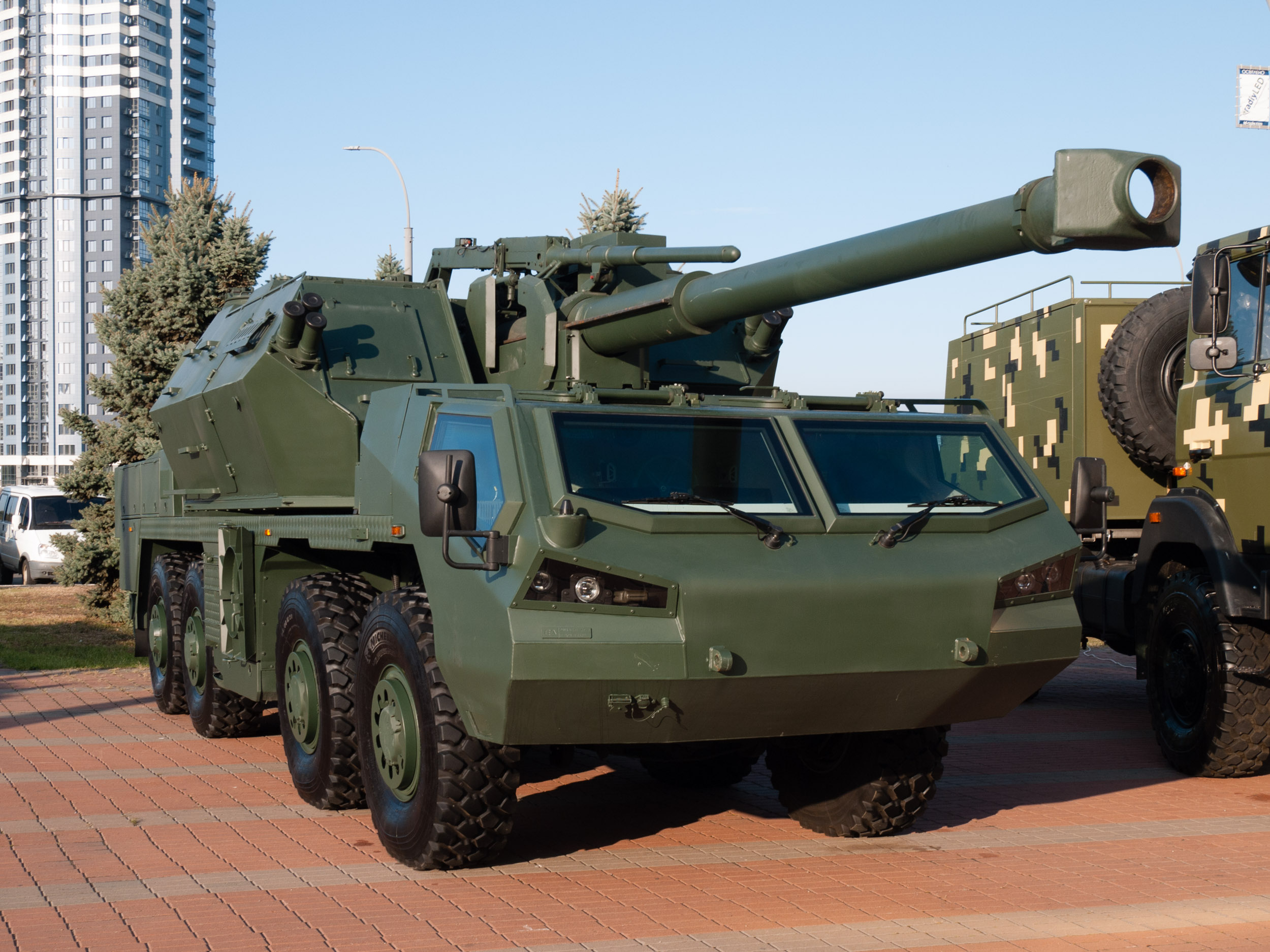
Un ShKH DANA M2.

La modernisation se poursuit avec le DANA M2 qui dispose d'une nouvelle cabine plus résistante et d'une protection contre les attaques NBC.

### ShKH M2000 Zuzana et Zuzana 2
Le ShKH Zuzana est une variante slovaque équipée d'un canon de 155 mm (calibre 45) pour se conformer aux normes de l'OTAN. Elle est adoptée pour la première fois par l'armée slovaque en 1998, elle en possède actuellement 16 unités et envisage d'en acquérir davantage. Le M2000G est une version pour la Garde nationale chypriote avec différents équipements de signalisation, des lance-grenades fumigènes de 76 mm et une mitrailleuse MG3 de 7,62 mm au lieu de la mitrailleuse soviétique NSVT de 12,7 mm. Il est entré en service en 2001.
Le Zuzana 2, initialement connu sous le nom de Zuzana A1 puis de Zuzana XA-1 est le dernier développement du Zuzana. Il est dévoilé pour la première fois en 2004. Ce modèle est équipé d'un canon de 155 mm (calibre 52) et possède d'autres améliorations comme une tourelle retravaillée et un moteur différent : le Tatra T3B-928.70 de 330 kW.
En février 2025, l’un des seize Zuzana 2 commandés par l’Allemagne, le Danemark et la Norvège au profit de l’armée ukrainienne explose et prend feu lors d'un essai. Deux employés de Konštrukta sont blessés, dont un grièvement.

### ShKH A40 Himalaya
Le ShKH Himalaya est une version à chenilles demandée par des clients à l'exportation. Il s'agit essentiellement d'une tourelle de ShKH Zuzana avec son canon de calibre 155 mm montés sur un châssis de char T-72 avec un moteur S1000.

### ShKH DITA
Le DITA est un prototype de canon d'artillerie automoteur moderne utilisant une munition standard OTAN de 155 mm. Il dérive du concept tchécoslovaque original des canons d'artillerie montés sur camion Tatra, mais il fait passer l'autonomie de fonctionnement à un niveau supérieur. Le DITA offre une cadence de tir sans précédent avec seulement 2 membres d'équipage requis : le pilote et le chef de pièce. Il dispose d'un système de conduite de tir moderne, une grande précision et une excellente capacité tout-terrain. Le concept utilise une superstructure entièrement autonome, de sorte qu'il est également possible de monter l'arme sur un châssis à chenilles. En janvier 2021, le programme DITA atteint une étape dans la mise au point du prototype fonctionnel avec une série de tests et d'essais.

## Histoire opérationnelle

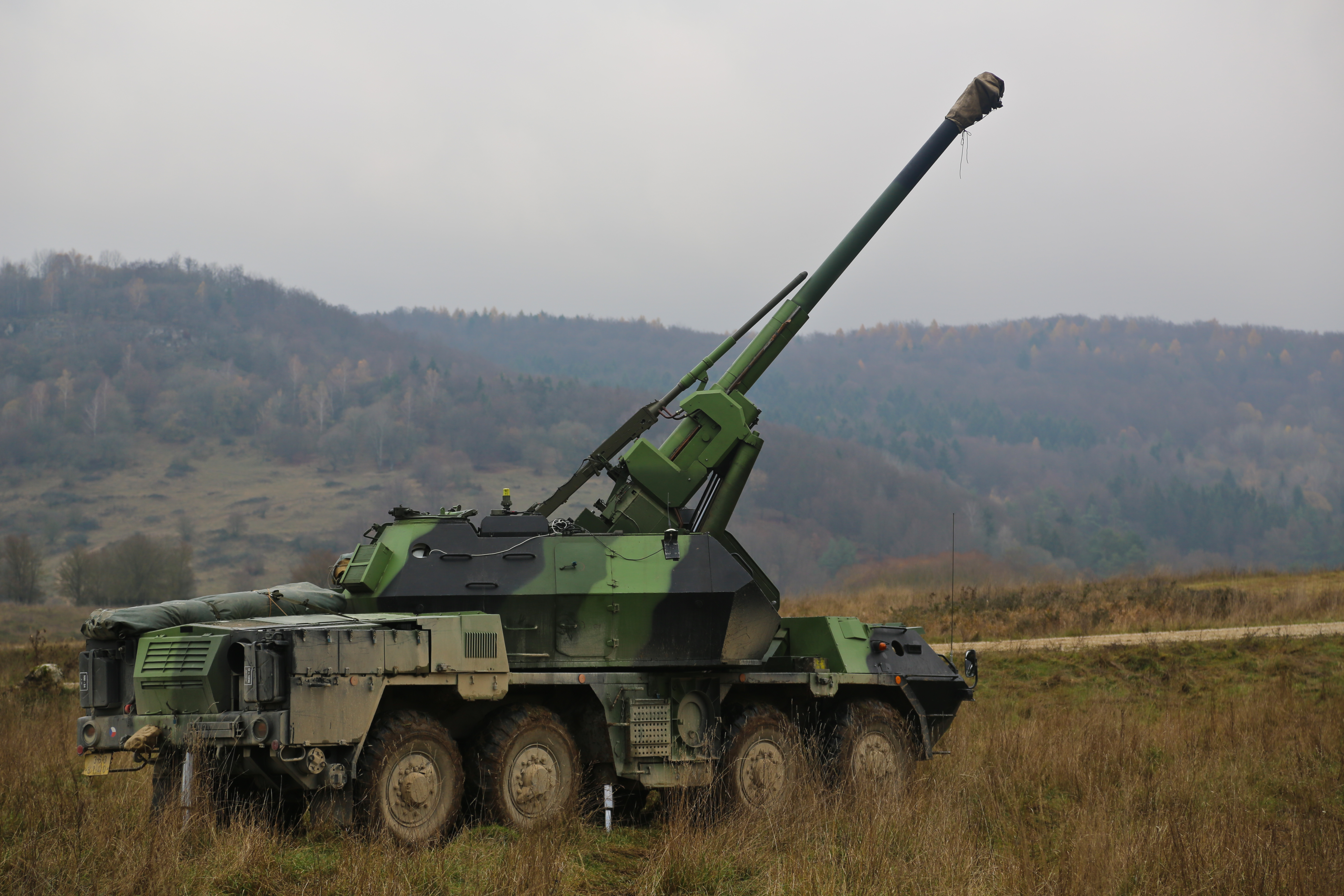
Un DANA de l'armée tchéque en position de tir.

Le DANA est utilisé par la Libye lors du conflit tchado-libyen.
La Géorgie utilise les siens contre la Russie pendant la deuxième guerre d'Ossétie du Sud. Deux DANA géorgiens sont détruits et deux saisis en 2008.
La Pologne déploie des DANA pendant la guerre d'Afghanistan. Cinq unités sont utilisées dans la province de Ghazni à partir de 2008.

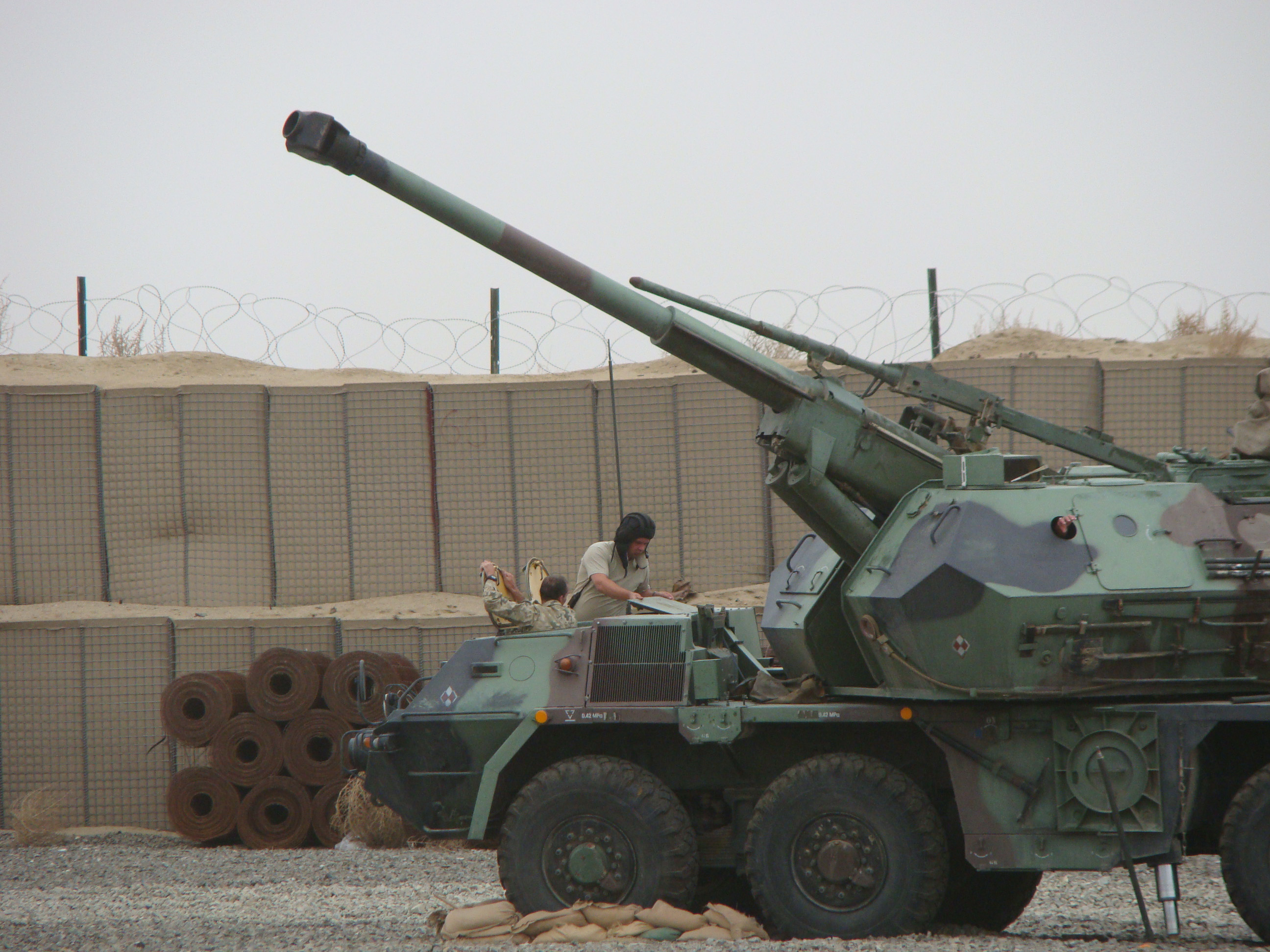
L'artillerie polonaise soutient les forces polonaises, américaines et afghanes en Afghanistan.

Les DANA libyens sont à nouveau utilisés pendant la première guerre civile libyenne en 2011 et pendant la deuxième guerre civile libyenne.
L'Azerbaïdjan utilise des DANA contre l'Arménie lors de la guerre de 2020 au Haut-Karabagh.
Ils sont utilisés aussi par l'Ukraine lors de l'invasion russe en 2022. Un nombre inconnu de DANA M2 et de DANA vz. 77 sont fournis par la Tchéquie,.

## Opérateurs

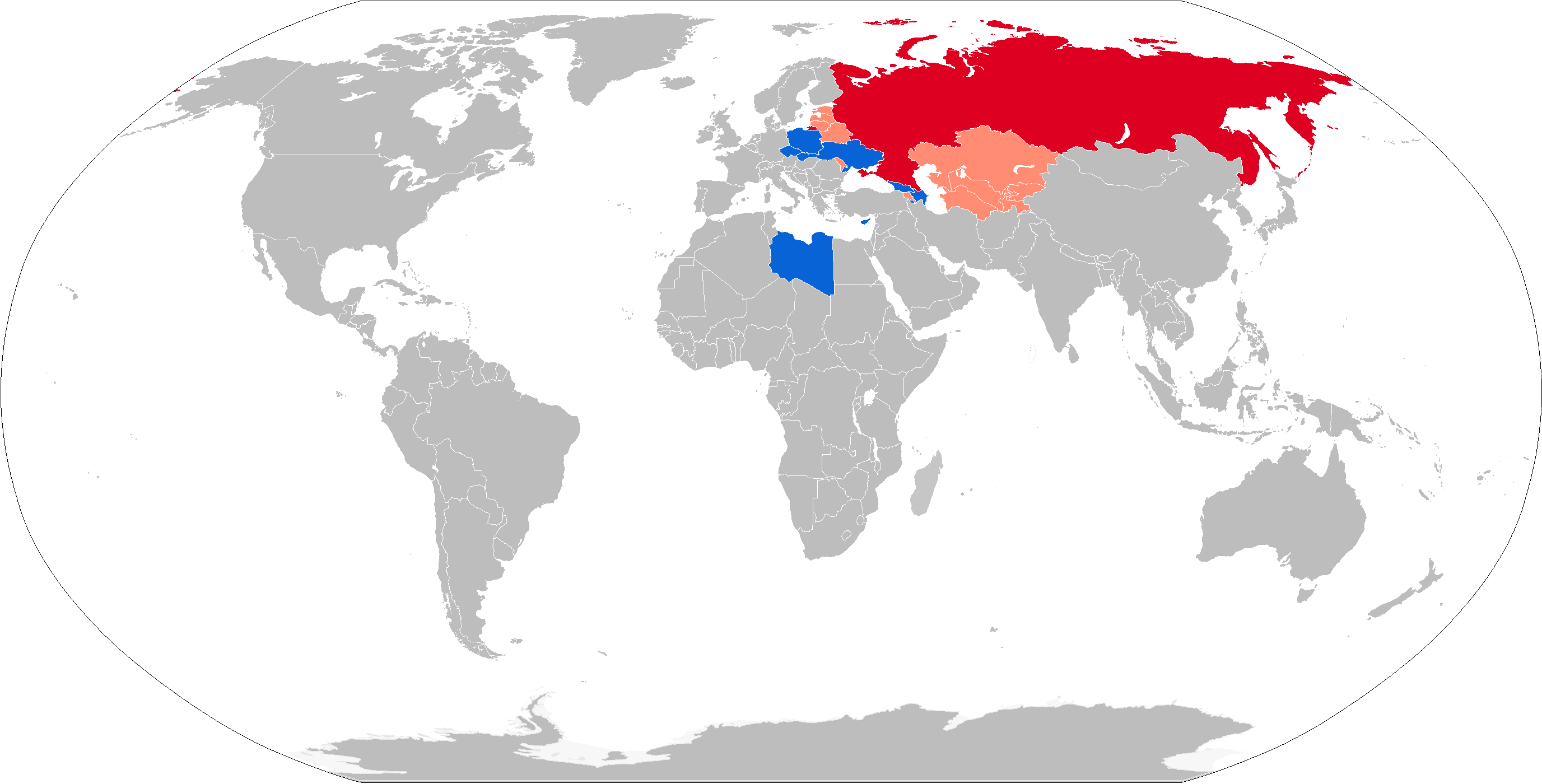
Carte des opérateurs SpGH DANA en bleu avec les anciens opérateurs en rouge

### Opérateurs actuels
- Azerbaïdjan : nombre inconnu de DANA M1[14],[15],[16],[17],[18]
- Chypre : 12 M2000G Zuzana.
- Géorgie : 47 vz. 77 livrés par la Tchéquie à partir de 2004.
- Libye : 120 vz. 77.
- Pologne : 111 vz. 77.
- Slovaquie : 135 vz. 77 et 16 M2000 Zuzana.
- Tchéquie : 164 vz. 77 (en 1er juillet 2008) sur les 273 d'origine. En 2022, 62 Caesar 8X8 sont commandés pour les remplacer[1].
- Ukraine : 26 ShKH DANA M2 de 152 mm sont commandés en 2020. Un nombre inconnu de ShKH DANA M2 et de ShKH DANA vz. 77 sont transférés par la Tchéquie en 2022[19],[12],[13]. L’Allemagne, le Danemark et la Norvège font une commande groupée de seize Zuzana 2 au bénéfice de l’armée ukrainienne, mais l'un d'eux, en test avant livraison en février 2025 explose et prend  feu[6].

### Anciens opérateurs
- Tchécoslovaquie : 408 passés à ses successeurs la Slovaquie et la Tchéquie.
- Union soviétique : 108[20]